# Ali Aaltonen
Ali Aaltonen (1884, em Jämsä - 1918, em Lahti) foi um tenente no exército imperial russo, jornalista, e líder comunista finlandês. 
Participou nas batalhas russo-japonesas como um tenente e posteriormente na Revolução Russa de 1905. A revolução falhou e Aaltonen perdeu seu status de oficial dentro do Exército Imperial Russo.
Aaltonen comandou as forças militares dos Vermelhos durante a Guerra Civil Finlandesa e tentou garantir tratados de armas com a Rússia. Atacou Näsinlinna durante a Batalha de Tampere. Foi mais tarde relegado a outras funções devido ao seu alcoolismo. Ele foi preso pela Guarda Branca na estação de trem Villähde e enviado para o campo de prisioneiros de Hennala, onde foi mais tarde fuzilado por Hans Kalm, um oficial estoniano, que havia voluntariado para lutar pelos Brancos.